# Moulhoule
Moulhoule (auch: Moulhoulé, arabisch مول هولة) ist eine Stadt im Norden der Region Obock in Dschibuti. Sie liegt an der Westküste des Roten Meeres, an dessen südlicher Mündung. Der Ort ist zugleich Hauptort des gleichnamigen Verwaltungsdistrikts.

## Geographie

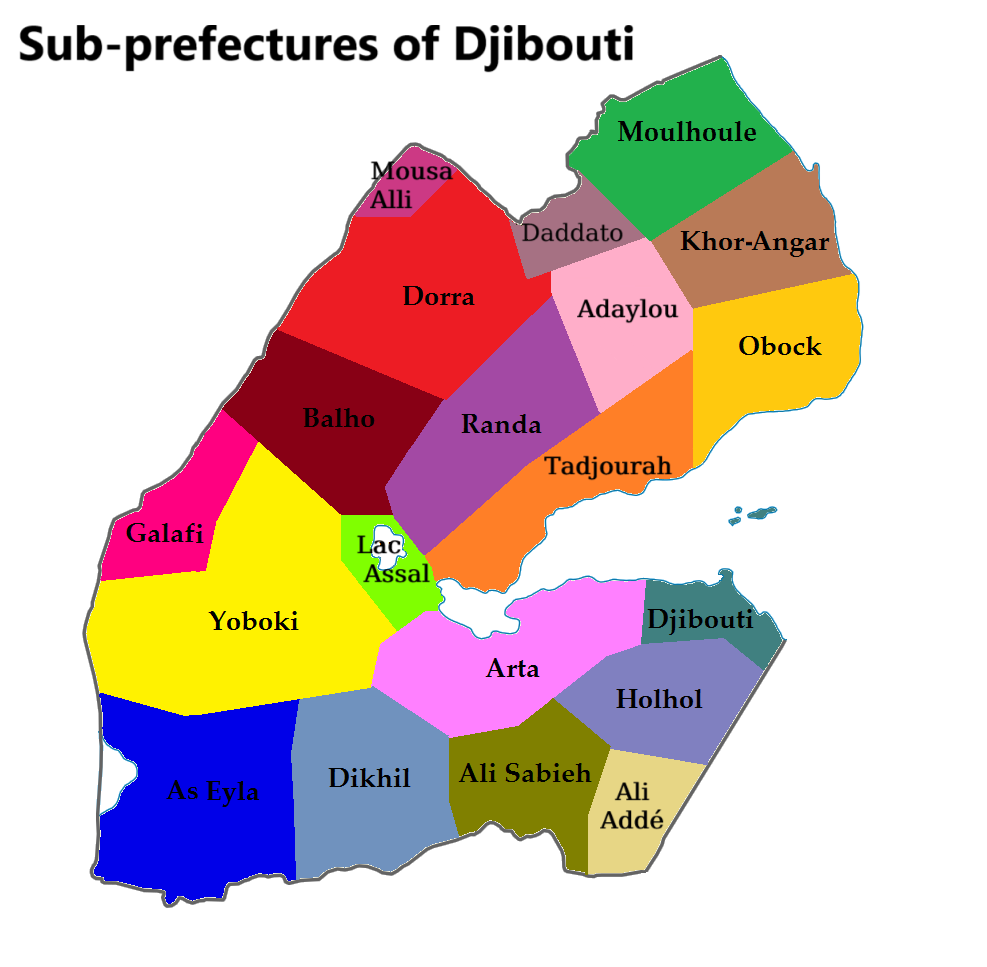
Distrikte von Dschibuti

Moulhoule liegt an der Bab al-Mandab-Straße, 325 km von Dschibuti entfernt an der Mündung eines Wadi und der Quelle Moulẖouli. Die RN 15 verbindet den Ort mit Obock, 70 km weiter südlich und mit der Grenze zu Eritrea 15 km weiter im Norden. Am Ort mündet die RN 16 in die RN 15. 
Die nächstgelegenen Städte sind Khôr ‘Angar (27 km), Rahayta (22 km) und Assab (95 km).

## Geschichte
Am 26. Mai 1991 drangen Äthiopische Streitkräfte von der Garnison in Assab (Eritrea) mit 10.000 Soldaten und Panzern, sowie mit Frauen und Kindern bis nach Moulhoule vor.